# Кнушевицький Святослав Миколайович
Кнушеви́цький Святосла́в Микола́йович (нар. 24 грудня 1907 (6 січня 1908) — пом. 19 лютого 1963) — радянський віолончеліст і музичний педагог, заслужений діяч мистецтв РРФСР (1956).

## Життєпис
Народився 24 грудня 1907 року (6 січня 1908 року за новим стилем) в містечку Петровськ Саратовської області. Грою на віолончелі розпочав займатись під керівництвом свого батька, який хоч і був юристом, чудово грав на скрипці та альті.
З 1916 по 1920 роки родина мешкала в Саратові, де С. М. Кнушевицький навчався у віолончеліста-професіонала Б. Верейського.
У 1929 році закінчив Московську консерваторію (клас С. М. Козолупова).
У 1929–1943 роках — соліст оркестру Большого театру СРСР.
У 1943–1951 роках — соліст оркестру Всесоюзного радіокомітету.
З 1933 року розпочав концертну діяльність в СРСР та за кордоном. З 1940 року — учасник тріо спільно з Л. М. Оборіним та Д. Ф. Ойстрахом.
З 1941 року викладав у Московській консерваторії, з 1950 року — професор.
Помер 19 лютого 1963 року в Москві. Похований на Новодівочому цвинтарі.

## Концертна діяльність
У 1933 році на 1-му Всесоюзному конкурсі музикантів-виконавців отримав 1-у премію.
Музичні твори у виконанні С. М. Кнушевицького вирізнялись поетичністю й благородством фразування, теплим, виразним звуком.
Він став першим виконавцем присвячених йому віолончельних концертів М. Я. Мясковського, А. І. Хачатуряна, С. Н. Василенка та інших творів радянських композиторів.
Цікавою була думка композитора А. А. Бабаджаняна про музичне тріо Оборін-Ойстрах-Кнушевицький:

| «Співпраця Оборіна, Ойстраха, Кнушевицького являє собою рідкісний приклад ансамблевого мистецтва. Воно справді унікальне! Дійсно щасливими можна назвати тих, хто чув гру цих Майстрів. Я досі хвилююсь пригадуючи, зокрема, красу кантилени Кнушевицького. Як надзвичайно і неповторно грав він у тріо; як ясно відчував значимість кожної „діючої особи“ (фортепіано, скрипки, віолончелі), як самовіддано „відходив“ на другий план, коли того вимагала партитура твору!». |

## Родина
Святослав Кнушевицький був одружений з видатною оперною співачкою Наталією Шпіллер.
Старший брат — композитор і диригент Віктор Кнушевицький.

## Нагороди
- Орден Трудового Червоного Прапора.
- Заслужений діяч мистецтв РРФСР (1956).
- Сталінська премія III ступеня (1950).